# Équation de Gross-Pitaevskii
L’équation de Gross–Pitaevskii est l'équation qui régit l'état et la dynamique d'un gaz de bosons ultra-froids (condensat de Bose-Einstein) sous l'approximation d'Hartree. Sa forme indépendante du temps s'écrit :
{\displaystyle \left(-{\frac {\hbar ^{2}}{2m}}\nabla ^{2}+V_{ext}(\mathbf {r} )+Ng\vert \Phi (\mathbf {r} )\vert ^{2}\right)\Phi (\mathbf {r} )=\mu \Phi (\mathbf {r} )},
où {\displaystyle \Phi } est la fonction d'onde à une particule, {\displaystyle m} la masse d'une particule, {\displaystyle \hbar } la constante de Planck réduite, {\displaystyle \mu } le potentiel chimique, et {\displaystyle g} une constante dépendante de la longueur de diffusion du potentiel d'interaction. Elle porte le nom des physiciens Eugene Gross et Lev Pitaevskii (en).

## Obtention de l'équation de Gross-Pitaevskii
On considère un gaz dilué de {\displaystyle N} bosons ultra-froids dans un potentiel de confinement {\displaystyle V_{ext}}, interagissant entre eux via un potentiel ne dépendant que de la distance entre 2 bosons {\displaystyle V_{int}(\vert \mathbf {r} _{i}-\mathbf {r} _{j}\vert )}. Le hamiltonien de ce système est donc :
{\displaystyle H=\sum _{i=1}^{N}\left({{\mathbf {p} _{i}}^{2} \over 2m}+V_{ext}(\mathbf {r} _{i})\right)+{1 \over 2}\sum _{i\neq j}^{N}V_{int}(\vert \mathbf {r} _{i}-\mathbf {r} _{j}\vert )}.
Dans l’approximation de Hartree, la fonction d’onde totale {\displaystyle \Phi } du système est considérée
comme étant le produit des fonctions d’onde à une particule {\displaystyle \Phi } :
{\displaystyle \Psi (\mathbf {r} _{1},\mathbf {r} _{2},\dots ,\mathbf {r} _{N})=\Phi (\mathbf {r} _{1})\Phi (\mathbf {r} _{2})\dots \Phi (\mathbf {r} _{N})}.
Une telle forme pour la fonction d'onde totale {\displaystyle \Phi } signifie que les bosons sont tous dans le même état, ce qui est raisonnable à ultra-basse température. De plus, cette fonction d'onde reste inchangée par permutation de 2 particules, ce qui correspond bien à un système bosonique.
Puisque le gaz est dilué, la distance moyenne entre atomes est beaucoup plus grande
que la distance caractéristique d’interaction. On considère alors que :
{\displaystyle V_{int}(\vert \mathbf {r} _{i}-\mathbf {r} _{j}\vert )\approx g\delta (\vert \mathbf {r} _{i}-\mathbf {r} _{j}\vert )},
où {\displaystyle \delta } est la fonction de Dirac.
La théorie de la diffusion (en) nous donne la valeur de la constante de normalisation {\displaystyle g={4\pi \hbar ^{2}a \over m}} où {\displaystyle a} est la longueur de diffusion à énergie nulle de la collision élastique en onde s entre deux bosons, {\displaystyle \hbar } est la constante de Planck réduite et {\displaystyle m} la masse d'un boson.
On peut montrer que si la fonction d’onde à une particule {\displaystyle \Phi } satisfait l'équation de Gross-Pitaevskii, alors la fonction d’onde totale {\displaystyle \Psi } minimise l’énergie du hamiltonien {\displaystyle H} sous la contrainte de normalisation {\displaystyle \int \vert \Psi \vert ^{2}dV=1}.

## Remarques sur l'équation de Gross-Pitaevskii
- Il est remarquable que cette équation corresponde à l'équation de Schrödinger du gaz parfait à laquelle on ajoute un terme non linéaire. L'équation de Gross-Pitaevskii est d'ailleurs souvent appelée équation de Schrödinger non linéaire par les mathématiciens.

- Le choix de la condition de normalisation est essentiel pour l'obtention de l'équation de Gross-Pitaevskii. Cependant, en changeant cette normalisation, on change l'équation. Elle devient par exemple {\displaystyle \left(-{\frac {\hbar ^{2}}{2m}}\nabla ^{2}+V_{ext}(\mathbf {r} )+g\vert \Phi (\mathbf {r} )\vert ^{2}\right)\Phi (\mathbf {r} )=\mu \Phi (\mathbf {r} )} si on choisit {\displaystyle \int \vert \Phi \vert ^{2}dV=N}. Malgré les apparences, ceci n'est qu'un artifice mathématique, et ne change rien à la physique sous-jacente.